# Тайное (озеро)
Тайное (бел. Таемнае) — озеро в Брестском районе Брестской области Беларуси. Расположено в 30 км к югу от Бреста в 1,5 км к северу от деревни Дубица. Входит в состав Брестской группы озёр.
Тайное находится в бассейне Западного Буга. Площадь озера составляет 0,16 км². Максимальная глубина — 3,8 м, средняя — 1,3. Длина озера составляет 0,47 км, наибольшая ширина — 0,33 км. Длина береговой линии — 1,3 км. Объём воды в Тайном озере составляет 0,21 млн м³. Площадь водосбора — 3,7 км².
Котловина озера плоская, берега — низкие, заболоченные. Берег на востоке повышен, песчаный. Дно озера сапропелистое, у берегов — песчаное. В связи с мелиоративными работами уровень воды в озере понизился на 0,8 метра. Озеро слабо зарастает.
Тайное связано каналом с Западным Бугом.